# Godardia depuncta
Godardia depuncta är en fjärilsart som beskrevs av Le Cerf 1923. Godardia depuncta ingår i släktet Godardia och familjen praktfjärilar. Inga underarter finns listade i Catalogue of Life.